# ميريتن
ميريتن (بالإنجليزية: Meriton)‏ هي شركة تطوير وإنشاءات عقارية أسترالية أسسها هاري تريجوبوف، مديرها الإداري، في عام 1963. تبيع ميريتن الشقق وتشغل أيضًا شققًا مخدومة تحت علامتها التجارية Meriton Suites في سيدني وبريزبان وغولد كوست.